# Susan Corrock
Susan Ada Corrock (* 30. November 1951 in Seattle) ist eine ehemalige US-amerikanische Skirennläuferin.
Corrock gehörte ab Anfang der 1970er Jahre zu den besten Slalom- und Abfahrtsläuferinnen der Welt. Zwischen Januar 1970 und Februar 1973 konnte sie sich bei insgesamt 16 Weltcuprennen unter den besten Zehn platzieren. Ihre besten Resultate waren dabei zwei fünfte Plätze im Slalom von Sestriere (Dezember 1971) und in der Abfahrt von Crystal Mountain (Februar 1972).
Der größte Coup ihrer Karriere gelang ihr bei den Olympischen Winterspielen 1972 in Sapporo, als sie in der Abfahrt überraschend die Bronzemedaille gewann.